# Галицкое восстание (1189)
Галицкое восстание — восстание 1189 года в Галицком княжестве в ходе борьбы за власть, в которой участвовали различные русские князья, венгры, поляки и император Фридрих I Барбаросса.

## Предыстория
Смерть Ярослава Осмомысла в 1187 и его завещание в пользу незаконнорождённого сына Олега повлекли за собой открытую борьбу боярской оппозиции против его сыновей Олега и Владимира.
Владимир Ярославич, который стал князем после Олега, не отличался ни большими способностями, ни политическим талантом. Через некоторое время он был лишен боярами власти и оставил столицу княжества Галич. Этим тут же воспользовался венгерский король Бела III. В 1188 он захватил Галич, провозгласил себя королём Галиции и Лодомерии и назначил своего сына Андраша наместником галицким. Венгерским Галич оставался недолго: чинимые мадьярами безобразия (от мужей стали отнимать жен и дочерей «на постеле к собе», а в «божницахъ почаша кони ставляти») вызвали гнев галичан.
Галицкие бояре стали обращаться за помощью к разным князьям: Роману Мстиславичу, Рюрику Ростиславичу и Святославу Всеволодовичу.

## Восстание
На призыв галичан пришел с войском Ростислав Иванович, сын Ивана Берладника, прибыв из Смоленска от Давыда Ростиславича. Вступив в неравный бой с венграми, Ростислав потерпел поражение, окончившееся полным истреблением его дружины и пленением самого Ростислава. Тогда галичане подняли восстание и попытались отбить Ростислава у венгров. Однако, восстание было подавлено, также «угры приложили зелье смертное к ранам» Ростислава, и он скончался.

## Дальнейшие события
Вскоре в Галич пришёл Владимир Ярославич, бежавший из венгерского плена, которого по приказу своего сюзерена германского императора Фридриха I Барбароссы поддерживал польский князь Казимир II Справедливый. Венгерские войска вынуждены были оставить Галич, и Владимир Ярославич прочно укрепился на галицком престоле, признав старшинство своего дяди по матери, Всеволода Большое Гнездо.